# Hans Rydén
Hans Rydén (ur. 3 grudnia 1930) – szwedzki lekkoatleta, sprinter, medalista mistrzostw Europy z 1950.
Zdobył brązowy medal w sztafecie 4 × 100 metrów na mistrzostwach Europy w 1950 w Brukseli. Sztafeta szwedzka biegła w zestawieniu: Göte Kjellberg, Leif Christersson, Stig Danielsson i Rydén. Rydén startował na tych mistrzostwach również w biegu na 100 metrów, ale odpadł w eliminacjach.